# Liga okręgowa (2017/2018)
Liga okręgowa 2017/2018 była 15. edycją rozgrywek oddzielnego szóstego poziomu ligowego piłki nożnej mężczyzn w Polsce w województwie zachodniopomorskim, które prowadzone były w 2 grupach. Mistrzowie i wicemistrzowie obu grup awansowali do IV ligi, gr. zachodniopomorskiej. Drużyny z miejsc 3-14 ze względu na likwidację rozgrywek ligi okręgowej zostały przeniesione do odpowiedniej terytorialnie grupy klasy okręgowej. Dwie najsłabsze drużyny z obu grup spadły do odpowiedniej terytorialnie klasy A.

## Grupa koszalińska

### Drużyny
| Uczestnicy poprzedniej edycji                                                                                 | Uczestnicy poprzedniej edycji | Uczestnicy poprzedniej edycji | Uczestnicy poprzedniej edycji |
| --- | ----------------------------- | ----------------------------- | ----------------------------- |
| MBO | Mechanik Bobolice             | 3                             |                               |
| PPZ | Pogoń Połczyn Zdrój           | 4                             |                               |
| SŁA | Sława Sławno                  | 5                             |                               |
| WPO | Wieża Postomino               | 6                             |                               |
| CZA | Lech Czaplinek                | 7                             |                               |
| KCZ | Korona Człopa                 | 8                             |                               |
| OWA | Orzeł Wałcz                   | 9                             |                               |
| BBA | Błonie Barwice                | 11                            |                               |
| WIE | Wiekowianka Wiekowo           | 12                            |                               |
| OZŁ | Olimp Złocieniec              | 13                            |                               |
| SAT | Saturn Mielno                 | 141                           |                               |
| VSI | Victoria Sianów               | 152                           |                               |
| Spadek z IV ligi 2016/2017                                                                                    |                               |                               |                               |
| grupa zachodniopomorska                                                                                       |                               |                               |                               |
| AST | Astra Ustronie Morskie        | 15                            |                               |
| Awans z klasy okręgowej 2016/2017                                                                             |                               |                               |                               |
| grupa Koszalin (południe)                                                                                     |                               |                               |                               |
| MIR | Mirstal Mirosławiec           | 1                             |                               |
| grupa Koszalin (północ)                                                                                       |                               |                               |                               |
| DDA | Darłovia Darłowo              | 1                             |                               |
| KO2 | Kotwica II Kołobrzeg          | 2                             |                               |
| Oznaczenia: - kolumna pierwsza – skróty nazw drużyn, - kolumna trzecia – miejsce zajęte w poprzednim sezonie. |                               |                               |                               |

Objaśnienia:
1. Bałtyk II Koszalin wycofał się po zakończeniu poprzedniego sezonu, w związku z czym w lidze utrzymał się Saturn Mielno.
2. Sad Chwiram (wicemistrz południowej grupy klasy okręgowej) zrezygnował z awansu, w związku z czym w lidze utrzymała się dodatkowo Victoria Sianów.

### Tabela
| Lp. | Drużyna                 | M  | Z  | R | P  | Bramki | Bramki | Różn. | Pkt | Uwagi                                                       | Bezpośrednio                                                 |
| --- | ----------------------- | -- | -- | - | -- | ------ | ------ | ----- | --- | ----------------------------------------------------------- | ------------------------------------------------------------ |
| 1   | Orzeł Wałcz (M) (A)     | 30 | 21 | 5 | 4  | 74     | 25     | +49   | 68  | Awans do IV ligi                                            |                                                              |
| 2   | Pogoń Połczyn Zdrój (A) | 30 | 20 | 5 | 5  | 92     | 44     | +48   | 65  | Awans do IV ligi                                            | PPZ - CZA 3:2 CZA - PPZ 0:2                                  |
| 3   | Lech Czaplinek          | 30 | 19 | 8 | 3  | 71     | 38     | +33   | 65  | Przeniesienie do odpowiedniej terytorialnie klasy okręgowej | PPZ - CZA 3:2 CZA - PPZ 0:2                                  |
| 4   | Astra Ustronie Morskie  | 30 | 18 | 8 | 4  | 95     | 27     | +68   | 62  | Przeniesienie do odpowiedniej terytorialnie klasy okręgowej |                                                              |
| 5   | Wieża Postomino         | 30 | 15 | 5 | 10 | 106    | 51     | +55   | 50  | Przeniesienie do odpowiedniej terytorialnie klasy okręgowej |                                                              |
| 6   | Darłovia Darłowo        | 30 | 13 | 7 | 10 | 59     | 41     | +18   | 46  | Przeniesienie do odpowiedniej terytorialnie klasy okręgowej | DDA - WIE 2:0 WIE - DDA 0:2                                  |
| 7   | Wiekowianka Wiekowo     | 30 | 15 | 1 | 14 | 54     | 56     | −2    | 46  | Przeniesienie do odpowiedniej terytorialnie klasy okręgowej | DDA - WIE 2:0 WIE - DDA 0:2                                  |
| 8   | Błonie Barwice          | 30 | 12 | 4 | 14 | 69     | 71     | −2    | 40  | Przeniesienie do odpowiedniej terytorialnie klasy okręgowej |                                                              |
| 9   | Sława Sławno            | 30 | 11 | 5 | 14 | 50     | 61     | −11   | 38  | Przeniesienie do odpowiedniej terytorialnie klasy okręgowej |                                                              |
| 10  | Mechanik Bobolice       | 30 | 10 | 5 | 15 | 77     | 80     | −3    | 35  | Przeniesienie do odpowiedniej terytorialnie klasy okręgowej |                                                              |
| 11  | Korona Człopa           | 30 | 10 | 4 | 16 | 40     | 55     | −15   | 34  | Przeniesienie do odpowiedniej terytorialnie klasy okręgowej | KCZ: 6 pkt, różn. 0 OZŁ: 6 pkt, różn. +0 KO2: 6 pkt, różn. 0 |
| 12  | Olimp Złocieniec        | 30 | 10 | 4 | 16 | 57     | 75     | −18   | 34  | Przeniesienie do odpowiedniej terytorialnie klasy okręgowej | KCZ: 6 pkt, różn. 0 OZŁ: 6 pkt, różn. +0 KO2: 6 pkt, różn. 0 |
| 13  | Kotwica II Kołobrzeg    | 30 | 10 | 4 | 16 | 56     | 77     | −21   | 34  | Przeniesienie do odpowiedniej terytorialnie klasy okręgowej | KCZ: 6 pkt, różn. 0 OZŁ: 6 pkt, różn. +0 KO2: 6 pkt, różn. 0 |
| 14  | Saturn Mielno           | 30 | 10 | 2 | 18 | 44     | 94     | −50   | 32  | Przeniesienie do odpowiedniej terytorialnie klasy okręgowej |                                                              |
| 15  | Mirstal Mirosławiec (S) | 30 | 6  | 2 | 22 | 51     | 125    | −74   | 20  | Spadek do klasy A                                           |                                                              |
| 16  | Victoria Sianów (S)     | 30 | 4  | 3 | 23 | 47     | 122    | −75   | 15  | Spadek do klasy A                                           |                                                              |

## Grupa szczecińska

### Drużyny
| Uczestnicy poprzedniej edycji                                                                                 | Uczestnicy poprzedniej edycji | Uczestnicy poprzedniej edycji | Uczestnicy poprzedniej edycji |
| --- | ----------------------------- | ----------------------------- | ----------------------------- |
| CHP | Chemik Police                 | 3                             |                               |
| BŁ2 | Błękitni II Stargard          | 4                             |                               |
| ARS | Arkonia Szczecin              | 5                             |                               |
| IGO | Iskra Golczewo                | 6                             |                               |
| SSZ | Stal Szczecin                 | 7                             |                               |
| CHO | Odra Chojna                   | 8                             |                               |
| GMI | GKS Mierzyn                   | 9                             |                               |
| WYB | Wybrzeże Rewalskie Rewal      | 10                            |                               |
| BPN | Błękit Pniewo                 | 11                            |                               |
| DOB | Zorza Dobrzany                | 12                            |                               |
| Spadek z IV ligi 2016/2017                                                                                    |                               |                               |                               |
| grupa zachodniopomorska                                                                                       |                               |                               |                               |
| PCW | Piast Chociwel                | 16                            |                               |
| DĄB | Dąb Dębno                     | 17                            |                               |
| Awans z klasy okręgowej 2016/2017                                                                             |                               |                               |                               |
| grupa Szczecin (południe)                                                                                     |                               |                               |                               |
| BSĄ | Biali Sądów                   | 1                             |                               |
| OBA | Ogniwo Babinek                | 2                             |                               |
| grupa Szczecin (północ)                                                                                       |                               |                               |                               |
| FLO | Flota Świnoujście             | 1                             |                               |
| WBR | Wicher Brojce                 | 2                             |                               |
| Oznaczenia: - kolumna pierwsza – skróty nazw drużyn, - kolumna trzecia – miejsce zajęte w poprzednim sezonie. |                               |                               |                               |

### Tabela
| Lp. | Drużyna                  | M  | Z  | R  | P  | Bramki | Bramki | Różn. | Pkt | Uwagi                                                       | Bezpośrednio                |
| --- | ------------------------ | -- | -- | -- | -- | ------ | ------ | ----- | --- | ----------------------------------------------------------- | --------------------------- |
| 1   | Chemik Police (M) (A)    | 30 | 28 | 2  | 0  | 141    | 6      | +135  | 86  | Awans do IV ligi                                            |                             |
| 2   | Błękitni II Stargard (A) | 30 | 22 | 3  | 5  | 120    | 50     | +70   | 69  | Awans do IV ligi                                            |                             |
| 3   | Flota Świnoujście        | 30 | 16 | 3  | 11 | 83     | 65     | +18   | 51  | Przeniesienie do odpowiedniej terytorialnie klasy okręgowej |                             |
| 4   | Odra Chojna              | 30 | 16 | 1  | 13 | 72     | 70     | +2    | 49  | Przeniesienie do odpowiedniej terytorialnie klasy okręgowej |                             |
| 5   | Ogniwo Babinek           | 30 | 14 | 3  | 13 | 65     | 70     | −5    | 45  | Przeniesienie do odpowiedniej terytorialnie klasy okręgowej |                             |
| 6   | Stal Szczecin            | 30 | 13 | 4  | 13 | 48     | 53     | −5    | 43  | Przeniesienie do odpowiedniej terytorialnie klasy okręgowej |                             |
| 7   | Piast Chociwel           | 30 | 12 | 4  | 14 | 45     | 58     | −13   | 40  | Przeniesienie do odpowiedniej terytorialnie klasy okręgowej |                             |
| 8   | Biali Sądów              | 30 | 11 | 6  | 13 | 43     | 50     | −7    | 39  | Przeniesienie do odpowiedniej terytorialnie klasy okręgowej |                             |
| 9   | Zorza Dobrzany           | 29 | 11 | 5  | 13 | 43     | 51     | −8    | 38  | Przeniesienie do odpowiedniej terytorialnie klasy okręgowej |                             |
| 10  | Iskra Golczewo           | 30 | 11 | 4  | 15 | 36     | 63     | −27   | 37  | Przeniesienie do odpowiedniej terytorialnie klasy okręgowej |                             |
| 11  | Dąb Dębno                | 30 | 11 | 3  | 16 | 65     | 92     | −27   | 36  | Przeniesienie do odpowiedniej terytorialnie klasy okręgowej |                             |
| 12  | GKS Mierzyn              | 30 | 10 | 5  | 15 | 42     | 54     | −12   | 35  | Przeniesienie do odpowiedniej terytorialnie klasy okręgowej |                             |
| 13  | Wybrzeże Rewalskie Rewal | 30 | 10 | 4  | 16 | 48     | 76     | −28   | 34  | Przeniesienie do odpowiedniej terytorialnie klasy okręgowej | WYB - ARS 1:2 ARS - WYB 0:2 |
| 14  | Arkonia Szczecin         | 30 | 8  | 10 | 12 | 41     | 65     | −24   | 34  | Przeniesienie do odpowiedniej terytorialnie klasy okręgowej | WYB - ARS 1:2 ARS - WYB 0:2 |
| 15  | Błękit Pniewo (S)        | 30 | 8  | 4  | 18 | 46     | 74     | −28   | 28  | Spadek do klasy A                                           |                             |
| 16  | Wicher Brojce (S)        | 29 | 5  | 5  | 19 | 36     | 77     | −41   | 20  | Spadek do klasy A                                           |                             |